# 2048 Dwornik
2048 Dwornik è un asteroide della fascia principale. Scoperto nel 1973, presenta un'orbita caratterizzata da un semiasse maggiore pari a 1,9537203 UA e da un'eccentricità di 0,0423574, inclinata di 23,74692° rispetto all'eclittica.
L'asteroide è stato così chiamato in onore dei geologi planetari Stephen ed E. J. Dwornik.